# Diocesi di San Jose
La diocesi di San Jose (in latino Dioecesis Sancti Iosephi in Insulis Philippinis) è una sede della Chiesa cattolica nelle Filippine suffraganea dell'arcidiocesi di Lingayen-Dagupan. Nel 2022 contava 860.000 battezzati su 975.000 abitanti. La sede è vacante.

## Territorio
La diocesi comprende 2 città e 12 municipalità nella parte settentrionale della provincia filippina di Nueva Ecija sull'isola di Luzon.
Sede vescovile è la città di San Jose, dove si trova la cattedrale di San Giuseppe artigiano.
Il territorio è suddiviso in 21 parrocchie.

## Storia
La diocesi è stata eretta il 16 febbraio 1984 con la bolla Saepe catholicorum di papa Giovanni Paolo II, ricavandone il territorio dalla diocesi di Cabanatuan.

## Cronotassi dei vescovi
Si omettono i periodi di sede vacante non superiori ai 2 anni o non storicamente accertati.
- Florentino Ferrer Cinense (24 maggio 1984 - 17 agosto 1985 nominato vescovo coadiutore di Tarlac)
- Leo Murphy Drona, S.D.B. (10 giugno 1987 - 14 maggio 2004 nominato vescovo di San Pablo)
- Mylo Hubert Claudio Vergara (12 febbraio 2005 - 20 aprile 2011 nominato vescovo di Pasig)
- Roberto Calara Mallari (15 maggio 2012 - 29 dicembre 2024 nominato vescovo di Tarlac)

## Statistiche
La diocesi nel 2022 su una popolazione di 975.000 persone contava 860.000 battezzati, corrispondenti all'88,2% del totale.
| anno | popolazione | popolazione | popolazione | presbiteri | presbiteri | presbiteri | presbiteri                | diaconi | religiosi | religiosi | parrocchie |
| anno | battezzati  | totale      | %           | numero     | secolari   | regolari   | battezzati per presbitero | diaconi | uomini    | donne     | parrocchie |
| ---- | ----------- | ----------- | ----------- | ---------- | ---------- | ---------- | ------------------------- | ------- | --------- | --------- | ---------- |
| 1990 | 407.926     | 509.907     | 80,0        | 20         | 9          | 11         | 20.396                    | 1       | 18        | 15        | 16         |
| 1999 | 487.197     | 573.173     | 85,0        | 28         | 15         | 13         | 17.399                    |         | 30        | 31        | 17         |
| 2000 | 584.675     | 687.807     | 85,0        | 27         | 15         | 12         | 21.654                    |         | 37        | 31        | 18         |
| 2001 | 509.823     | 599.792     | 85,0        | 31         | 15         | 16         | 16.445                    |         | 50        | 41        | 18         |
| 2002 | 520.020     | 611.788     | 85,0        | 34         | 18         | 16         | 15.294                    |         | 59        | 64        | 19         |
| 2003 | 546.021     | 642.377     | 85,0        | 37         | 20         | 17         | 14.757                    |         | 42        | 71        | 19         |
| 2004 | 532.638     | 665.715     | 80,0        | 32         | 19         | 13         | 16.644                    |         | 38        | 101       | 19         |
| 2010 | 710.957     | 803.000     | 88,5        | 32         | 20         | 12         | 22.217                    |         | 39        | 23        | 21         |
| 2014 | 761.000     | 864.000     | 88,1        | 32         | 24         | 8          | 23.781                    |         | 8         | 26        | 21         |
| 2017 | 799.790     | 907.510     | 88,1        | 42         | 32         | 10         | 19.042                    |         | 10        | 26        | 19         |
| 2020 | 837.660     | 950.580     | 88,1        | 51         | 41         | 10         | 16.424                    |         | 11        | 20        | 21         |
| 2022 | 860.000     | 975.000     | 88,2        | 43         | 33         | 10         | 20.000                    |         | 10        | 23        | 21         |